# Sigma2 Cancri
Título a ser usado para criar uma ligação interna é Sigma2 Cancri.
Sigma2 Cancri (59 Cancri) é uma estrela na direção da constelação de Cancer. Possui uma ascensão reta de 08h 56m 56.63s e uma declinação de +32° 54′ 38.1″. Sua magnitude aparente é igual a 5.44. Considerando sua distância de 195 anos-luz em relação à Terra, sua magnitude absoluta é igual a 1.56. Pertence à classe espectral A7IV.